# Ernst Mach
Ernst Mach (pronunciat: ˈɛɐnst ˈmax) (Brno, 1838 - Múnic, 1916) fou un físic i filòsof austríac. Va treballar com a catedràtic de matemàtiques a la Universitat de Graz i, del 1867 al 1895, com a catedràtic de física experimental a la Universitat de Praga. Va realitzar importants descobriments en els camps de l'òptica, l'acústica i la termodinàmica. Els seus treballs sobre la mecànica newtoniana van tenir una gran importància, ja que amb aquests va rebatre, en part, aquesta teoria i, en particular, el concepte d'espai absolut.
Les seves tesis van fonamentar un paper molt important en la formulació de la teoria especial de la relativitat per part d'Albert Einstein l'any 1905. Aquest principi implica que l'existència de forces inercials depèn de l'existència d'altres cossos amb els quals interaccionar.
Mach va estudiar sobretot la física de fluids a velocitats superiors a les del so, i va descobrir l'existència del con que porta el seu nom. Es tracta d'una ona de pressió de forma cònica que parteix dels cossos que es mouen a velocitats superiors a les del so. Descobrí també que la relació entre la velocitat a la qual es desplaça el cos i la velocitat del so és un factor físic de gran importància. Aquest factor es coneix amb el nom de nombre de Mach en honor seu. Una velocitat de Mach 2,7 significa que el cos es mou a una velocitat 2,7 vegades superior a la propagació de so en aquell mitjà.
Com a filòsof de la natura, va refusar de manera contundent tota metafísica i religiositat, i es convertí per això en un dels representants més destacats del positivisme. 

## Biografia
Mach va néixer a Chrlice (alemany: Chirlitz), Moràvia, Imperi austríac (part de Brno, a la República Txeca). El seu pare, que s'havia graduat a Universitat Carolina de Praga de Praga, va actuar com a tutor de la noble família Brethon a Zlín, a l'est de Moràvia. El seu avi, Wenzl Lanhaus, administrador de la finca Chirlitz, també va ser mestre d'obres dels carrers d'allà. Les seves activitats en aquest camp van influir més tard en el treball teòric d'Ernst Mach. Algunes fonts donen el lloc de naixement de Mach com Tuřany (alemany: Turas, també part de Brno), el lloc de l'oficina de registre de Chirlitz. Va ser allà on Mach va ser batejat per Peregrin Weiss. Més tard, Mach es va convertir en socialista i ateu, però la seva teoria i la seva vida es van comparar de vegades amb el budisme. Heinrich Gomperz va anomenar Mach el Buda de la ciència pel seu enfocament fenomenal de l'Ego en el seu Anàlisi de les sensacions. 

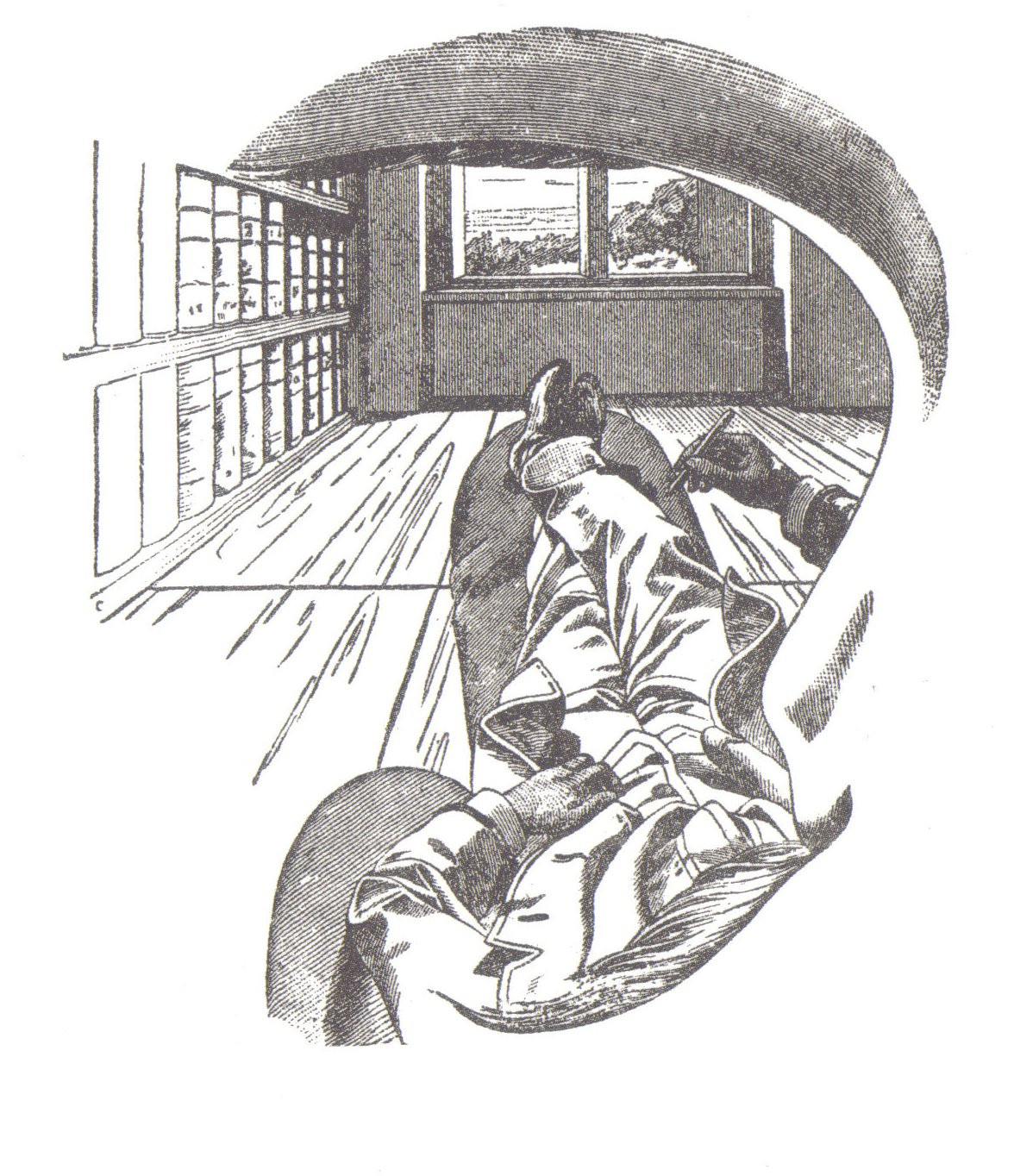
Autoretrat d'Ernst Mach (1886) que apareix a Anàlisi de les sensacions, també conegut com vista des de l'ull esquerre

Fins als 14 anys, Mach va ser educat a casa pels seus pares. Després va entrar a un gimnàs a Kroměříž (alemany: Kremsier), on va estudiar durant tres anys. El 1855 es va convertir en estudiant a la Universitat de Viena, on va estudiar física i durant un semestre fisiologia mèdica, es va doctorar en física el 1860 amb Andreas von Ettingshausen amb la tesi Über elektrische Ladungen und Induktion, i la seva habilitació l'any següent. Els seus primers treballs es van centrar en l'efecte Doppler en òptica i acústica.

### Recerca professional
El 1864, va ocupar una plaça com a professor de matemàtiques a la Universitat de Graz després d'haver rebutjat la posició d'una càtedra de cirurgia a la Universitat de Salzburg, i el 1866 va ser nomenat professor de física. Durant aquest període, Mach va continuar el seu treball en psicofísica i en percepció sensorial. El 1867, va ocupar la càtedra de física experimental a la Universitat Carolina de Praga, on va romandre durant 28 anys abans de tornar a Viena.
La principal contribució de Mach a la física va incloure la seva descripció i fotografies d'ones de xoc d'espurna i després ones de xoc balístiques. Va descriure com quan una bala o un obús es movia més ràpid que la velocitat del so, creava una compressió d'aire davant seu. Utilitzant la fotografia Schlieren, ell i el seu fill Ludwig van fotografiar les ombres de les ones de xoc invisibles. A principis de la dècada de 1890, Ludwig va inventar una modificació de l’interferòmetre Jamin que permetia fotografies molt més clares. Però Mach també va fer moltes contribucions a la psicologia i la fisiologia, inclosa la seva anticipació dels fenòmens gestalt, el seu descobriment de l’efecte oblic i de les bandes de Mach, un tipus d'il·lusió visual influenciada per la inhibició, i especialment el seu descobriment d'una funció no acústica de la oïda interna que ajuda a controlar l'equilibri humà.
Una de les idees més conegudes de Mach és l'anomenat principi de Mach, l'origen físic de la inèrcia. Això mai va ser escrit per Mach, però va rebre una forma verbal gràfica, atribuïda per Philipp Frank a Mach: «Quan el metro tremola, són les estrelles fixes les que et fan caure».

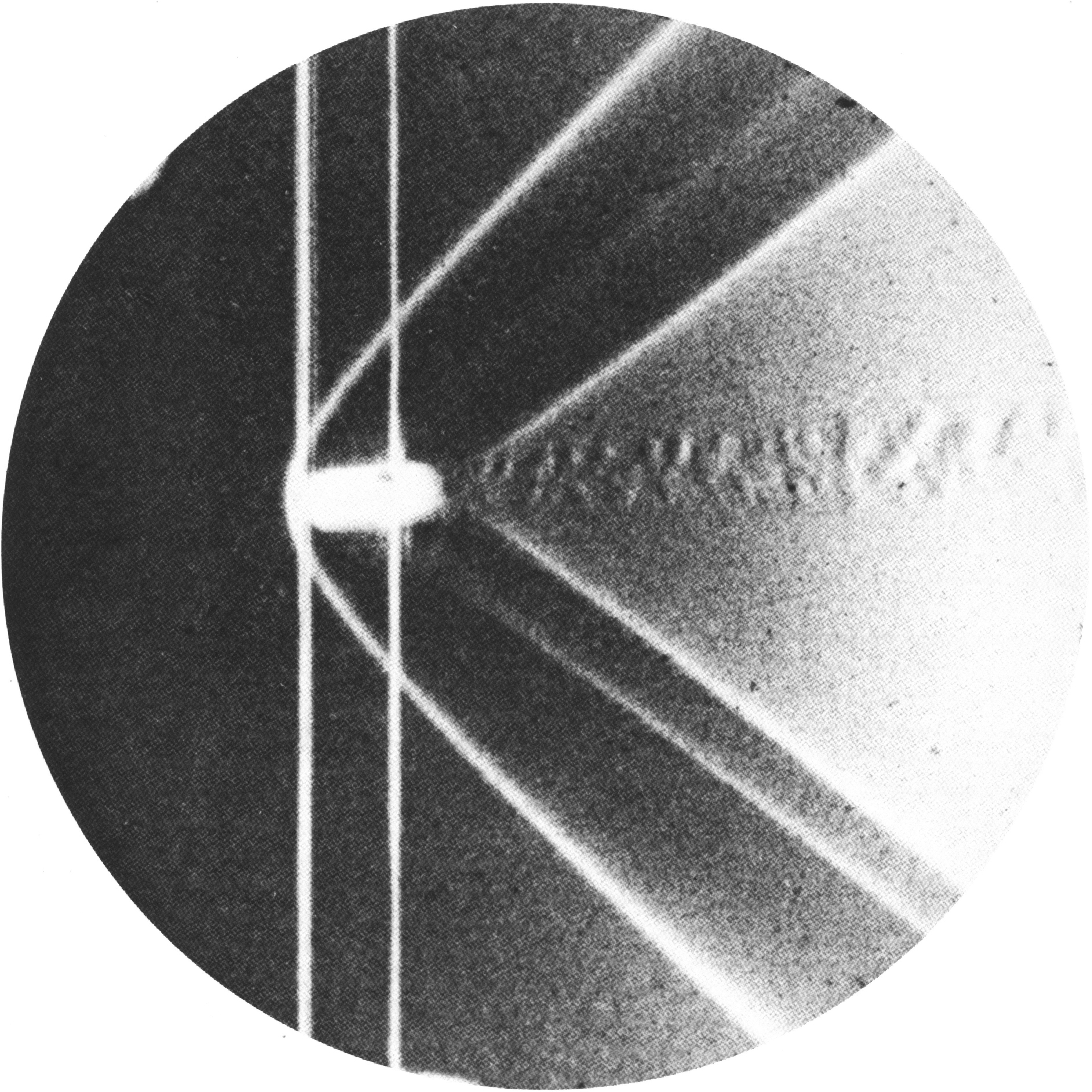
Fotografia històrica de 1887 d'Ernst Mach (shadowgraph) d'una ona de xoc d'arc al voltant d'una bala supersònica.

Mach també es va fer conegut per la seva filosofia, desenvolupada en estreta interacció amb la seva ciència. Mach defensava un tipus de fenomenalisme que només reconeixia les sensacions com a reals. Aquesta posició semblava incompatible amb la visió dels àtoms i les molècules com a coses externes independents de la ment. Va declarar després d'una conferència de 1897 de Ludwig Boltzmann a l'Acadèmia Imperial de Ciències de Viena, «No crec que els àtoms existeixin!». Aproximadament entre 1908 i 1911, Max Planck va criticar la reticència de Mach a reconèixer la realitat dels àtoms com a incompatibles amb la física. El treball d'Einstein de 1905 sobre el moviment brownià va mostrar que les fluctuacions estadístiques dels àtoms permetien mesurar la seva existència sense proves sensorials individualitzades directes van marcar un punt d'inflexió en l'acceptació de la teoria atòmica. Algunes de les crítiques de Mach a la posició de Newton sobre l'espai i el temps van influir en Einstein, però més tard, Einstein es va adonar que Mach s'oposava bàsicament a la filosofia de Newton i va concloure que la seva crítica física no era sòlida.

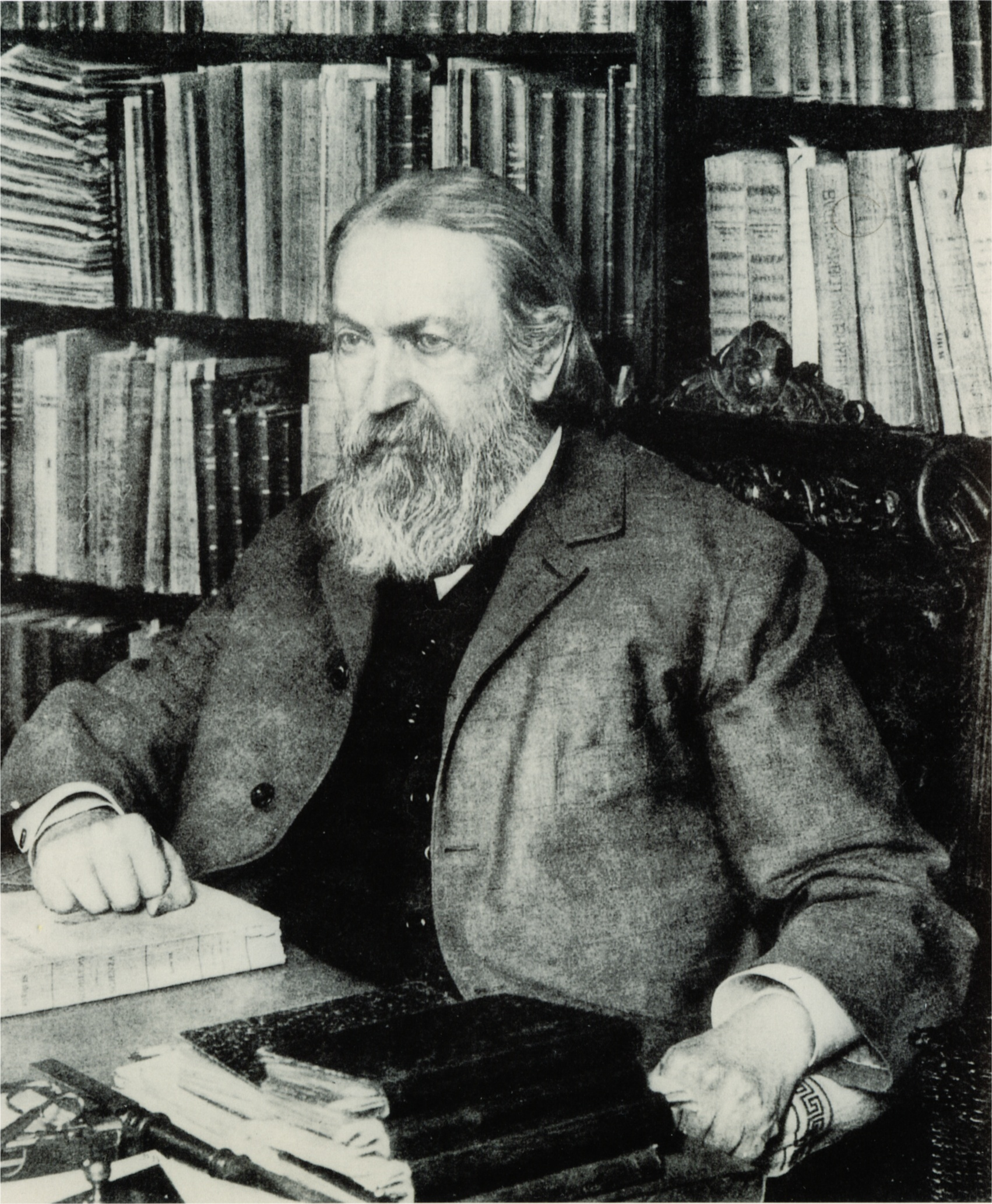
Ernst Mach el 1905

El 1898, Mach va sobreviure a un ictus paralític i el 1901 es va retirar de la Universitat de Viena i va ser batejat membre de la cambra alta del Parlament austríac. En sortir de Viena el 1913, es va traslladar a la casa del seu fill a Vaterstetten, prop de Múnic, on va continuar escrivint i mantenint correspondència fins a la seva mort el 1916, un dia després del seu 78è aniversari.

## Física
La majoria dels estudis inicials de Mach en física experimental es van concentrar en la interferència, la difracció, la polarització i la refracció de la llum en diferents medis sota influències externes. A partir d'aquí van seguir exploracions en mecànica de fluids supersònics. Mach i el físic-fotògraf Peter Salcher van presentar el seu treball sobre aquest tema el 1887; descriu correctament els efectes sonors observats durant el moviment supersònic d'un projectil. Van deduir i van confirmar experimentalment l'existència d'una ona de xoc de forma cònica, amb el projectil a l'àpex. La relació entre la velocitat d'un fluid i la velocitat local del so vp/vs s'anomena nombre de Mach per ell. És un paràmetre crític en la descripció del moviment de fluids d'alta velocitat en aerodinàmica i hidrodinàmica. Mach també va contribuir a la cosmologia la hipòtesi coneguda com a principi de Mach.

## Filosofia de la ciència

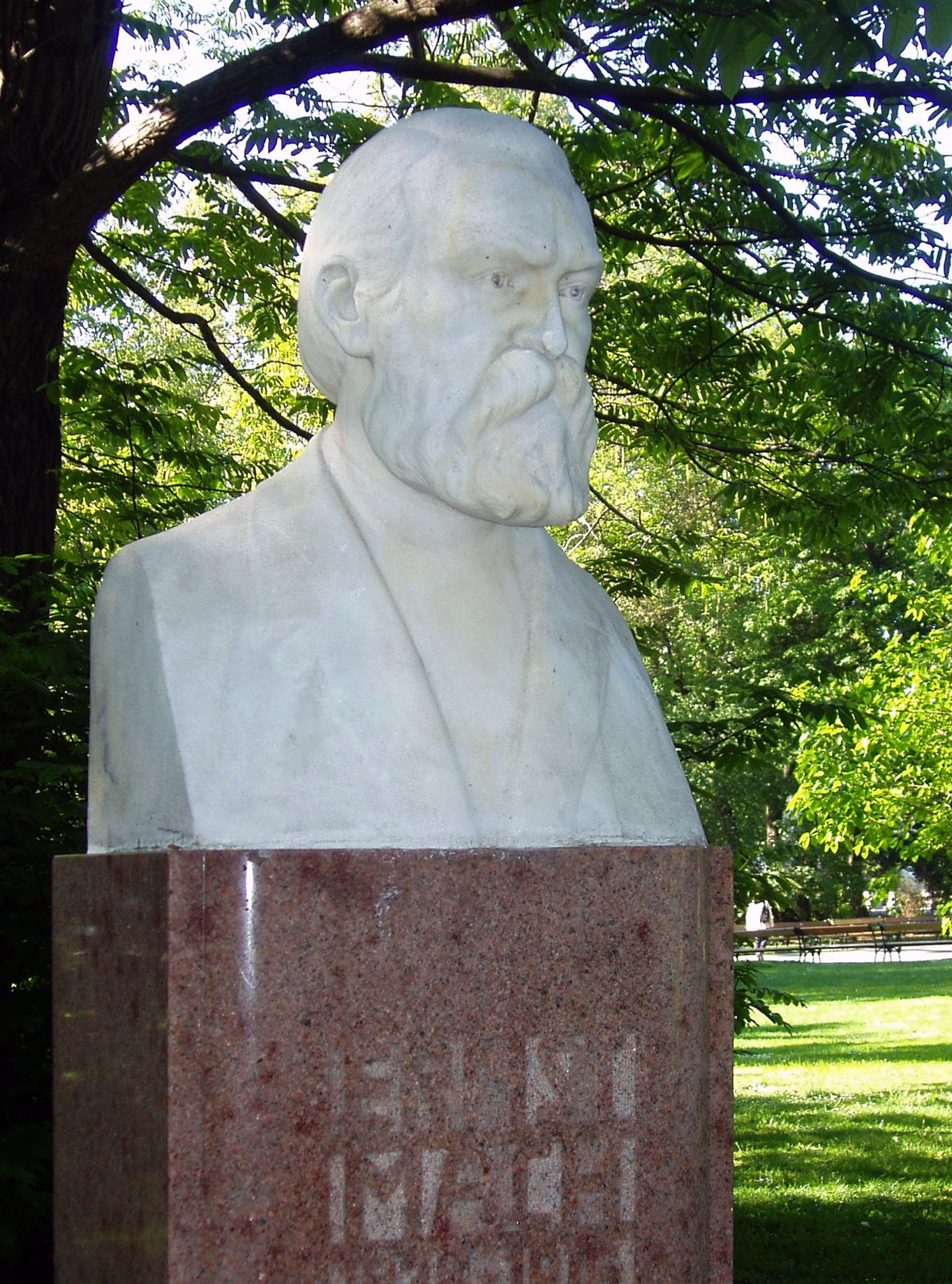
Bust de Mach al Rathauspark (parc de l'Ajuntament) de Viena, Àustria

### Empiriocrítica
De 1895 a 1901, Mach va ocupar una càtedra de nova creació per a la història i la filosofia de les ciències inductives a la Universitat de Viena. En els seus estudis historicofilosòfics, Mach va desenvolupar una filosofia de la ciència fenomenal que va esdevenir influent als segles XIX i XX. Originalment va veure les lleis científiques com a resums d'esdeveniments experimentals, construïts amb el propòsit de fer comprensibles dades complexes, però més tard va emfatitzar les funcions matemàtiques com una manera més útil de descriure les aparences sensorials. Així, les lleis científiques, encara que una mica idealitzades, tenen més a veure amb la descripció de les sensacions que amb la realitat tal com existeix més enllà de les sensacions.
| « | L'objectiu que s'ha proposat (ciència física) és l'expressió abstracta dels fets més simple i més econòmica. Quan la ment humana, amb els seus poders limitats, intenta reflectir en si mateixa la rica vida del món, de la qual ella mateixa només és una petita part, i que mai no pot esperar esgotar, té totes les raons per procedir econòmicament. En realitat, la llei sempre conté menys que el fet en si mateix, perquè no reprodueix el fet en el seu conjunt sinó només en aquell aspecte d'aquest que és important per a nosaltres, s'omet la resta intencionadament o per necessitat. | » |

| « | En separar mentalment un cos de l'entorn canviant en què es mou, el que realment fem és extreure un grup de sensacions en què estan subjectes els nostres pensaments i que és d'una estabilitat relativament més gran que els altres, del corrent de totes les nostres sensacions. Suposem que havíem d'atribuir a la naturalesa la propietat de produir efectes semblants en circumstàncies semblants; només aquestes circumstàncies semblants que no hauríem de saber trobar. La natura només existeix una vegada. Només la nostra imitació mental esquemàtica produeix esdeveniments semblants. | » |

El positivisme de Mach va influir en molts marxistes russos, com Aleksandr Bogdànov. El 1908, Lenin va escriure una obra filosòfica, Materialisme i empiriocrítica,  en la qual criticava el machisme i les opinions dels machistes russos. Les seves principals crítiques van ser que la filosofia de Mach va portar al solipsisme i a la conclusió absurda que la natura no existia abans dels humans:
| « | Si els cossos són complexos de sensacions, com diu Mach, o combinacions de sensacions, com deia Berkeley, se'n dedueix inevitablement que el món sencer no és més que la meva idea. Partint d'aquesta premissa és impossible arribar a l'existència d'altres persones fora d'un mateix: és el solipsisme més pur. ...si [Mach] no admet que el "contingut sensible" és una realitat objectiva, existent independentment de nosaltres, només queda un jo "abstracte nu", un jo escrit infal·liblement amb majúscula i cursiva, igual a "el piano boig" que s'imaginava que era l'única cosa existent en aquest món. Si el contingut sensible de les nostres sensacions no és el món extern, llavors no existeix res excepte aquest nu i jo em vaig dedicar a acrobàcies filosòfiques buides. | » |

L'empiriocrítica és el terme per a la filosofia rigorosament positivista i radicalment empirista establerta pel filòsof alemany Richard Avenarius i desenvolupada posteriorment per Mach, que afirma que tot el que podem conèixer són les nostres sensacions i que el coneixement s'ha de limitar a l'experiència pura.
D'acord amb la filosofia empiriocrítica, Mach es va oposar a Boltzmann i altres que van proposar una teoria atòmica de la física. Com que no es pot observar coses tan petites com els àtoms directament, i com que cap model atòmic en aquell moment era coherent, la hipòtesi atòmica semblava injustificada a Mach, i potser no prou econòmica. Mach va tenir una influència directa en els filòsofs del Cercle de Viena i en el neopositivisme en general.
S'atribueixen a Mach diversos principis que destil·len el seu ideal de teorització física, anomenat física maquiana:
1. Hauria de basar-se completament en fenòmens observables directament (d'acord amb les seves tendències positivistes)

1. Hauria d'evitar completament l'espai i el temps absoluts a favor del moviment relatiu [14]

1. Qualsevol fenomen que sembli atribuïble a l'espai i al temps absoluts (per exemple, la inèrcia i la força centrífuga) s'hauria de veure com emergint de la distribució de la matèria a l'univers.[15]

L'últim és assenyalat, especialment per Einstein, com el principi de Mach. Einstein el va citar com un dels tres principis subjacents a la relativitat general. El 1930, va escriure, està justificat considerar a Mach com el precursor de la teoria general de la relativitat, encara que Mach, abans de la seva mort, aparentment va rebutjar la teoria d'Einstein. Einstein sabia que les seves teories no complien tots els principis de Mach, i cap altra teoria posterior, malgrat un esforç considerable.

### El constructivisme fenomenològic
Segons Alexander Riegler, el treball de Mach va ser un precursor de la perspectiva influent coneguda com a constructivisme.  El constructivisme sosté que tot el coneixement és construït i no rebut per l'aprenent. Va prendre una posició fenomenològica excepcionalment no dualista. El fundador del constructivisme radical, Ernst von Glasersfeld, va fer una picada d'ull a Mach com a aliat.

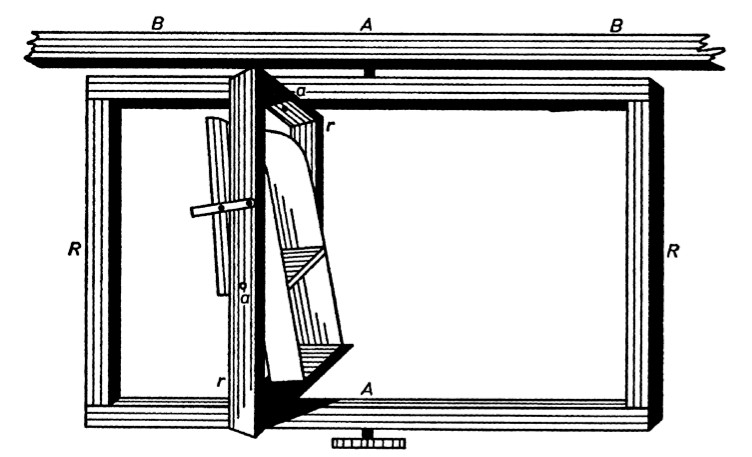
Cadira giratòria ideada per Mach per investigar l'experiència del moviment

D'altra banda, també hi ha un cas raonable per veure a Mach simplement com un empirista i un precursor dels empiristes lògics i del Cercle de Viena. Segons aquest punt de vista, el propòsit de la ciència és detallar les relacions funcionals entre les observacions: L'objectiu que s'ha proposat (la ciència física) és l'expressió abstracta més simple i econòmica dels fets.

## Fisiologia
El 1873, independentment l'un de l'altre, Mach i el fisiòleg i metge Josef Breuer van descobrir com funciona el sentit de l'equilibri (és a dir, la percepció del desequilibri del cap), traçant la seva gestió mitjançant la informació que el cervell rep del moviment d’un líquid als canals semicirculars de l'oïda interna. Que el sentit de l'equilibri depèn dels tres canals semicirculars va ser descobert el 1870 pel fisiòleg Friedrich Goltz, però Goltz no va descobrir com funciona l'aparell sensor de l'equilibri. Mach va idear una cadira giratòria per provar les seves teories, i Floyd Ratliff ha suggerit que aquest experiment podria haver obert el camí a la crítica de Mach a una concepció física de l'espai i el moviment absoluts.

## Psicologia

Un contrast exagerat entre les vores dels tons de gris lleugerament diferents, apareix tan bon punt es toquen

En l'àrea de la percepció sensorial, els psicòlegs recorden Mach per la il·lusió òptica anomenada bandes de Mach. L'efecte exagera el contrast entre les vores dels tons de gris lleugerament diferents tan bon punt es toquen, activant la detecció de vores en el sistema visual humà. 
Més clarament que ningú abans o després, Mach va fer la distinció entre el que va anomenar espais fisiològics (específicament visuals) i geomètrics.
Les opinions de Mach sobre les estructures mediadores van inspirar la posició fortament inductiva de BF Skinner, que va ser paral·lela a la de Mach en el camp de la psicologia. 

## Epònims
En homenatge es va donar el seu nom a:
- 3949 Mach, un asteroide
- Mach, un cràter lunar
- Bandes de Mach, una il·lusió òptica
- Diamants Mach, vists en tubs d'escapament supersònics
- Mach Five, el cotxe utilitzat per Speed Racer
- Nombre de Mach, la unitat de velocitat relativa a la velocitat del so

## Obres

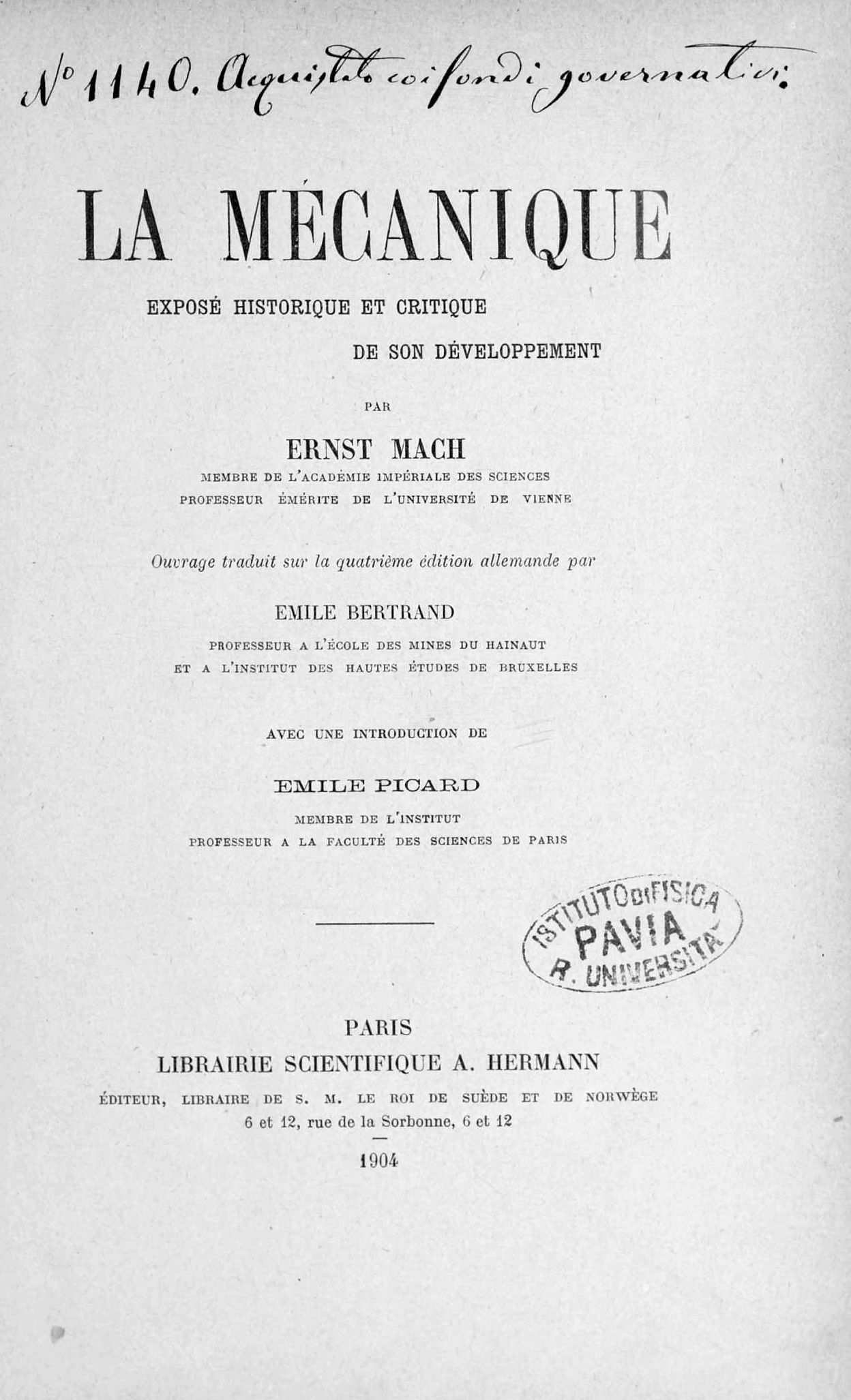
La mecànica, 1904

- Mach, Ernst. Optisch-akustische Versuche (en alemany).  Praga: Calve, 1873.
- Mach, Ernst. Principien der Wärmelehre (en alemany).  Leipzig: Johann Ambrosius Barth, 1900.
- Mach, Ernst. Analyse der Empfindungen und das Verhältnis des Physischen zum Psychischen (en italià).  Torí: Fratelli Bocca, 1903.
- Mach, Ernst. Mechanik in ihrer Entwicklung historisch-kritisch dargestellt (en francès).  París: Librairie scientifique Hermann et C.ie, 1904.
- Mach, Ernst. Erkenntnis und Irrtum (en francès).  París: Flammarion, 1908.